# Asociación Española de Banca
La Asociación Española de Banca (AEB) es una asociación profesional abierta a todos los bancos españoles y extranjeros que operan en España. 
Aunque la afiliación a la AEB es voluntaria, en la práctica todos los bancos con una actividad significativa en España son miembros de la AEB. La Asociación Española de Banca representa a los bancos españoles en la Federación Bancaria Europea (FBE) y, a través de ella, en la Federación Bancaria Internacional, participando en sus órganos de gobierno, comités y grupos de trabajo. Además, colabora como entidad adherida con la Asociación Hipotecaria Española. Su presidenta actual es Alejandra Kindelán Oteyza, quién sustituyó a José María Roldán el 5 de abril de 2022.

## Historia
Fue creada en 1977 al amparo de la ley que regula el derecho de asociación sindical. Tiene personalidad jurídica y patrimonios propios e independientes de las entidades asociadas. Desde 1994 asumió también las funciones del extinto Consejo Superior Bancario.

## Funciones
La AEB representa y defiende los intereses colectivos de sus miembros en los ámbitos de su actividad. Para el cumplimiento de estos fines, la AEB realiza las siguientes funciones:
- Canaliza en nombre de sus asociados el diálogo del sector bancario con la Administración pública, los partidos políticos, los grupos parlamentarios, las organizaciones sindicales, el resto de organizaciones empresariales o sociales y los medios de comunicación.
- Distribuye entre sus miembros las comunicaciones que la Administración Pública, las autoridades económicas o el Banco de España desean hacer llegar a los bancos relativas a recomendaciones sobre su actuación, aplicación de la normativa o solicitud de colaboración, entre ellas los comunicados de la administración de justicia requiriendo información sobre operaciones bancarias o el bloqueo de cuentas y depósitos.
- Negocia el convenio colectivo que afecta al sector con los representantes sindicales.
- Se encarga de la publicación periódica de los balances, cuentas de resultados y estados financieros consolidados de los bancos. Además, elabora estadísticas e informes sobre la situación y evolución del negocio bancario en España.
- Realiza el estudio de cualquier asunto de naturaleza legal o jurídica que sea de interés común para los bancos socios, así como proporciona información a sus miembros sobre cualquier iniciativa, regulatoria o de otra naturaleza, que pueda afectar a su actividad.
- Elabora informes sobre la coyuntura económica y la situación de los mercados financieros.
- Facilita la autorregulación en aquellas materias que requieren la adhesión a principios comunes de actuación establecidos a nivel europeo y, eventualmente, nacional.

A través de la Fundación AEB patrocina a CUNEF Universidad, institución de reconocido y consolidado prestigio docente, a través del que contribuye a la formación académica en materia financiera y bancaria.

## Presidentes
- Rafael Termes: 1977-1990[1]
- José Luis Leal Maldonado: 1990-2006[2]
- Miguel Martín Fernández: 2006-2014[3][4]
- José María Roldán Alegre: 2014-2022
- Alejandra Kindelán Oteyza: 2022-actualidad